# Vimeo
Вимио (енгл. Vimeo; IPA: ) је интернет сајт за постављање, размену и преглед видео-снимака. Основали су га Џејк Лодвик и Зак Клајн.

## Преглед
Вимио су новембра 2004. основали Џејк Лодвик и Зак Клајн, који су напустили компанију, редом, 2007. и 2008. Лодвик је осмислио назив, који је настао комбиновањем енглеских речи video и me. Vimeo је анаграм речи movie (филм). IAC је купио Вимио августа 2006. Од септембра 2013, претрага захтева Гугл аналитикс и корисници фајерфокса и кроума нису могли да претражују видео-снимке на Вимиоу у режиму приватног прегледања, али касније то је поново омогућено.
До децембра 2013, Вимио је посетило више од 100 милиона јединствених корисника месечно и регистровало се више од 22 милиона корисника. Петнаест процената посета је са мобилних уређаја. Инди продуценти и њихови обожаватељи су део Вимио заједнице. Заједница користи назив Vimeans за све своје чланове, обично оне који су регуларно активни. Бритни Спирс је 2009. године на Вимио премијерно поставила видео-спот за свој сингл Radar. Бела кућа поставља своје снимке у високој резолуцији на Вимио.
Вимио је 21. јула 2008. године најавио да неће више дозвољавати постављање гејминг видео-снимака. Наведено је неколико разлога, укључујући и необично велике дужине видео-снимака. Раније постављани гејминг снимци избрисани су до 1. септембра 2008. 

## Квалитет видео-снимака
Вимио је 9. октобра 2007. најавио подршку за HD (720p) видео-стриминг, и тако је постао први видео-сервис који је омогућио HD тј. високу резолуцију. Већ постављени HD снимци аутоматски су конвертовани у 720/30p VP6 флеш видео. Од августа 2010, сви видео-снимци су енкодирани као H.264 омогућавајући подршку за . Сви раније постављени видео-снимци су поново реенкодирани. Non-Plus корисници могу да постављају максимално 500&nbsp;MB и један HD седмично (остали HD снимци постављени исте седмице ће бити претворени у SD резолуцију).

## Премијум налози
Вимио је 16. октобра 2008. представио годишњу преплату Vimeo Plus (60 долара годишње), која доноси више месечног аплоуда (до 5&nbsp;GB), неограничен број HD видео-снимака, већи број канала, група и албума, укидање реклама, HD уградњу видео-снимака, видео-реенкодинг у бољи квалитет итд. Долазак Vimeo Plus опције је значило и ограничавање бесплатне верзије, чији су корисници пре тога у уживали у неограниченом HD реенкодирању по седмици и прављењу неограниченог броја група, албума и канала. Од фебруара 2010, Vimeo Plus корисници могу да бирају да поново кодирају њихове садржаје резолуције 1080p као 1080p или 720p. Од 22. јула 2010, сајт нуди неограничено постављање HD снимака. Од 4. јануара 2011, Vimeo Plus корисници могу да постављају видео-записе који су до 5&nbsp;GB, отприлике еквивалент од око 2,5 сати HD видео-снимка. То је омогућило пуне дужине те више дефиниције играних филмова који се постављају на Вимио од стране Vimeo Plus корисника.
Вимио је 1. августа 2011 увео Vimeo PRO тип налога за пословну и комерцијалну употребу, који омогућава 50&nbsp;GB за складиштење, 250.000 пуштања, напредне аналитике, подршку треће стране видео-плејера итд. Сви осим малих независних продукцијских кућа, непрофитних организација и уметника који желе да користе сервис Вимио за приказ или промоцију својих креативних радова, морају постати Vimeo PRO претплатници како би могли да постављају комерцијалне видео-садржаје или да користе Вимио за видео-хостинг својих снимака.

## Вимио награде
Прва додела Вимио награда (енгл. Vimeo Awards) одржана је 8. и 9. октобра 2010. у Њујорку, а награде су додељиване за креативни видео-садржај постављен на сајту. Судије за девет такмичарских категорија су били Дејвид Линч, Морган Спарлок, Рајан Џонсон, M.I.A. и Чарли Вајт. Конкурс је примио преко 6.500 уноса. Победници су изабрани за сваку категорију, а документарац-финалиста — Последњи минути са Оден — однео је кући главну награду од 25.000 долара. Кратки наративни филм Кајсија Бена Брајанда освојио је награду заједнице (енгл. Community Choice Award). Дводневни фестивал је укључивао видео-пројекције и радионице уз Филипа Блума, Лоренса Лесига и ДЈ Спукија, као и домаћина фестивала Зи Френка.